# فراخوان کامل به بهشت بیان
کتاب فراخوان کامل به بهشت بیان (انگلیسی: The Complete Call to the Heaven of the Bayan) مجموعه‌ای است به زبان انگلیسی که توسط محمد الاهری گردآوری و در سال ۲۰۰۶ به چاپ رسیده‌است. این کتاب که مجموعه نوشتارهای آگوست جی استنسترند یکی از اولین پیروان غربی یحیی صبح ازل (جانشین باب که به دلیل اختلاف با بهاءالله منجر به ایجاد دو فرقه ازلیان و بهائیان گردید) است شامل بحث‌هایی در مورد آیین بهائی و آیین بیانی، مقایسه ادیان و نوشته‌های تاریخی ادوارد براون می‌باشد.

## پیش مقدمه
این قسمت نوشته Daltaban Peyrevi است در این پیش مقدمه پیروی به تحلیل موضوعیت آیین بیانی پرداخته و چگونگی انشعاب بهاییت از آیین بیانی  را با موارد مشابه در ادیان دیگر مقایسه نموده‌است.  Peyrevi در قسمت پایانی نوشته‌است:
اکنون آثار سیدباب، صبح ازل و پیروانشان در منازل، دانشگاه‌ها و روی اینترنت گسترده شده‌است و این فقط نیازمند زمان است تا بت‌های بی‌ارزش شکسته شوند همان‌طور که کعبه از نزول خوارانش پاک و از بت‌های روزگار گذشته عاری گردید.
محمد الاهری در قسمت تشکر از حامیان می‌نویسد:
می‌خواهم از Daltaban Peyrevi از شیکاگو بخاطر بازنگری این متن و ارائه بینش خود، از اسلام شیعه افراطی و آیین بیانی کمال تشکر را بنمایم.

## مقدمه
مقدمه این کتاب به قلم محمد الاهری بوده و در آن به نقل از آگوست استنسترندز به معرفی چگونگی بهایی شدن و سپس بیانی شدن وی را شرح می‌دهد. همچنین مکاتبات وی با جامعه بهایی آمریکا و پاسخ‌هایی که از افراد برجسته همانند شوقی افندی به نامش صادر شده را طرح نموده‌است. در قسمت ابتدایی نوشته‌است:
آگوست استنسترندز، توسط اولین مبلغ آئین بهایی در آمریکا، بنام دکتر ابراهیم خیراله با تعالیم مذهب بهایی مواجه گردید. با این حال استنسترندز بعد از مطالعات شخصی بسیار، ادعاهای میرزا حسینعلی نوری، بهاءالله را رها کرد. او در شیکاگو زندگی می‌کرد که اولین (و شاید تنها) طرفدار جنجالی باب و جانشین آشکار او یعنی میرزا یحیی صبح ازل شد.

## ادوارد براون
محمدالاهری در ادامه ضمن معرفی ادوارد براون، قسمت عده‌ای از این کتاب را به نوشته‌های وی اختصاص داده‌است. وی در معرفی براون می‌نویسد:
براون با کتاب فلسفه و ادیان در آسیای مرکزی نوشته گوبینو برخورد نمود و به فصل نهضت بابی علاقه‌مند شد. بعدها او صبح ازل را در قبرس و همچنین بهائیان را در مصر و فلسطین ملاقات کرد. او همچنین کتاب نقطةالکاف را در حمایت از ازلیان ترجمه کرد.
قسمت بابیت کاملاً مربوط به ادوارد براون بوده و سهم اعظمی از کتاب را به خود اختصاص داده‌است.

## فراخوان‌هایی به بهائی‌ها و بابی‌های آمریکا از جانب استنسترندز
در این قسمت آگوست استنسترندز ۶ فراخوان برای بهائیان آمریکا فرستاده و موارد زیر را بررسی نموده‌است:
1. فراخوان دعوت به بهائیت یا بابی‌های آمریکا نوشته آگوست استنسترندز (درخصوص:۱-انتصاب صبح ازل بعنوان جانشین باب ۲-پاسخ باب به سؤال «حقیقت» چیست)[۷]
2. فراخوان دوم دعوت به بهائیت یا بابی‌های آمریکا نوشته آگوست استنسترندز (درخصوص: نامه‌ای گشوده بر دنیای باب)[۸]
3. فراخوان سوم دعوت به بهائیت یا بابی‌های آمریکا نوشته آگوست استنسترندز (درخصوص:۱-والا مقام نقطه بیان یا اولین ظهور کیست؟ ۲-علم اعداد و به ویژه عدد مبارک ۱۹ " ۳-کسی که خداوند باید به ظهور برساند یا ظهور دوم۴-آیا ظهور دیگری در مشیت الهی وجود دارد؟ ۵- دزدی و تحریف دست نوشته‌های مقدس بابی ۶- تحریف دست‌نویس‌های مقدس بابی)[۹]
4. فراخوان چهارم دعوت به بهائیت یا بابی‌های آمریکا نوشته آگوست استنسترندز (درخصوص:اثبات حقانیت صبح ازل با استفاده از کتاب‌های مقدس ادیان')[۱۰]
5. فراخوان پنجم دعوت به بهائیت یا بابی‌های آمریکا نوشته آگوست استنسترندز (درخصوص:اثبات حقانیت صبح ازل با استفاده از نوشته‌های سیدعلی محمد باب)[۱۱]
6. فراخوان ششم دعوت به بهائیت یا بابی‌های آمریکا نوشته آگوست استنسترندز (درخصوص:در رابطه با دزدی و تحریف دست نوشته‌های مقدس بابی)[۱۲]

## سایر مطالب
- بهاءالله و آزاد منشی: سرمقاله نوشته Harrison G. Dyarدر بیستمین مجله واقعیت[۱۳]
- پاسخ به یک سؤال: سرمقاله نوشته Harrison G. Dyarدر بیست یکمین مجله واقعیت[۱۴]
- هویت نویسنده نوشته‌های منسوب به بهاءالله نوشته آگوست استنسترندز[۱۵]
- نظر سردبیر Harrison G. Dyarدر بیست سومین مجله واقعیت[۱۶]
- مرگ پروفسور ادوارد براون نوشته آگوست استنسترندز[۱۷]
- نظر سردبیر Harrison G. Dyarدر بیست ششمین مجله واقعیت[۱۸]